# Alana Passos
Alana de Oliveira Passos de Souza, mais conhecida como Alana Passos, (Queimados, 18 de agosto de 1986), é uma militar e política brasileira, filiada ao Partido Liberal (PL).

## Biografia
Alana Passos, que é militar, foi eleita nas eleições 2018 para a uma vaga na câmara estadual e obteve 106.253 votos.

## Histórico Eleitoral
| Ano  | Eleição                    | Partido | Candidato a       | Votos   | %     | Resultado | Ref   |
| ---- | -------------------------- | ------- | ----------------- | ------- | ----- | --------- | ----- |
| 2018 | Estadual do Rio de Janeiro | PSL     | Deputada Estadual | 106.253 | 1,38% | Eleita    | [ 3 ] |
| 2022 | Estadual do Rio de Janeiro | PTB     | Deputada Estadual | 39.212  | 0,45% | Suplente  | [ 4 ] |